# Еманципација
Еманципација је ослобађање од положаја зависности и стицање слободе и самосталности појединца, друштвене групе или институције. Често се повезује са стицањем статусне и акционе независности етничке, расне, верске или полне групе у савременом друштву. У ширем контексту користи се и као синоним за напредак у идеолошким, политичким, социјалним и другим подручјима људског живота. У психологији и социјалном раду често значи постизање независности у односу на породицу и друштвену средину.